# Maureen Dakin
Maureen Dakin é uma política americana que serviu na Câmara dos Representantes de Vermont. Ela foi a Representante do distrito de Chittenden-9-2 de 2015 a 2019 e Representante do distrito de Chittenden-7-2 de 1996 a 2004.